# Ревнова, Мария Олеговна
Ревно́ва Мари́я Оле́говна (род. 6 марта 1957, Ленинград, СССР) — российский педиатр, доктор медицинских наук, профессор, заведующая кафедрой поликлинической педиатрии им. академика А. Ф. Тура, в течение 15 лет заведовала педиатрическим отделением № 4 СПбГПМУ.

## Биография
Мария Олеговна Ревнова (урождённая Тарасова) родилась в Ленинграде в семье врачей-педиатров Тарасовых, Олега Феодосьевича и Нины Николаевны.
С 1964 по 1968 год обучалась в начальной школе при посольстве СССР в Нью-Дели, затем, с 1968 по 1974 год продолжила обучение в Ленинградской гимназии 24 им. И. А. Крылова.
В 1974 году поступила в Ленинградский педиатрический медицинский институт, который закончила в 1980 году с красным дипломом.
В 1980—1982 годах проходила ординатуру на кафедре госпитальной педиатрии.
С 1982 по 1987 год работала врачом-ординатором второй факультетской клиники (профиль клиники — аллерго-пульмонологический).
В 1987—1998 годах аспирант, ассистент, затем доцент кафедры факультетской педиатрии (в дальнейшем детских болезней № 2) под руководством профессора А. В. Папаяна.
С 1999 года работает на кафедре поликлинической педиатрии под руководством профессора Л. В. Эрмана.
С 1999 по 2014 год — заведующая педиатрическим отделением № 4 клиники СПбГПМУ.
С 2016 года — заведующая кафедрой поликлинической педиатрии СПбГПМУ.

## Вклад в педиатрию
За время работы в клинике педиатрического университета ею обследованы и пролечены десятки тысяч больных детей с различной патологией дыхательных путей, желудочно-кишечного тракта. Последние годы углубленно занималась самыми тяжёлыми заболеваниями в гастроэнтерологии — болезнью Крона, язвенным колитом, аутоиммунными заболеваниями кишечника. Создала свою педиатрическую практическую и научную школу, и её ученики Габрусская Т. В., Уланова Н. Б., Волкова Н. Л., Маркова Д. О. и другие успешно работают в гастроэнтерологии, возглавляя отделения. Заведуя педиатрическим отделением № 4, М. О. Ревнова практически создала на его базе федеральный центр по лечению и диагностике целиакии, а также по лечению воспалительных заболеваний кишечника.
С 1980 года является членом Общества детских врачей, членом Ассоциации педиатров России, детских гастроэнтерологов России, с 2011 года — членом Европейского общества детских гастроэнтерологов, диетологов, гепатологов (ESPGHAN).
Ревнова Мария Олеговна вместе с к.ф.н., доц. Романовской Иреной Эмильевной является организатором, а также бессменным научным руководителем и консультантом общества больных целиакией Санкт-Петербурга «Эмилия», первой общественной организацией в России, которая с 1997 года оказывает социальную поддержку людям больным целиакией и проводит популяризаторскую и активную общественную деятельность, всесторонне информируя об образе жизни без глютена.
Участвовала в разработке Стандартов по целиакии.
О ней представлены данные в энциклопедии «Золотой фонд врачей» и энциклопедии «Who is who» в России за 2010—2011 годы.
Участник международных конференций по целиакии.
Доктор медицинских наук, профессор М. О. Ревнова имеет 210 научных трудов, в том числе 3 монографии, 5 глав в монографиях.

## Избранные труды
- Целиакия (методические рекомендации) СПб.1998
- Целиакия у детей (методические рекомендации). СПб.2001
- Синдром мальабсорбции у детей (методические рекомендации) СПб.2001 32/9 Корниенко Е. А.
- Вопросник для диагностики целиакии (методические рекомендации) СПб, 2003 10/5 Чиркова С. И., Михайлов И. Б.
- К вопросу о дифференциальной диагностике СБО у детей раннего возраста (статья) Печат Сборник «Актуальные проблемы пульмонологии и фтизиатрии детского возраста» Л.,1988. С.18-21 3/2 Ладинская Л. М.
- Клинические и патогенетические аспекты СБО у детей раннего возраста. (статья) Педиатрия,№ 9,1990. С.110
- Значение клиники и лабораторных тестов в оценке особенностей течения бронхиальной астмы у детей раннего возраста. (статья) Международные медицинские обзоры, № 2, 1994.С.31-34.
- Бронхолегочная дисплазия у детей раннего возраста (тезисы) Материалы научной конференции студентов, аспирантов и молодых ученых. СПб, 1995.С.54. 1
- Роль родовых повреждений нервной системы в период новорожденности в возникновении бронхопульмональных осложнений в старшем возрасте

(тезисы) Материалы научной конференции студентов, аспирантов и молодых ученых. СПб, 1995.С.29. 1/0,3 Барышек О. Л. Головнева И. К.
- Клинические вопросы целиакии у детей (статья) Российский гастроэнтерологический журнал, № 4,2000.-С.142-143 1,0,5 Лайл Х. Б.
- Роль определения специфических антител в диагностике целиакии у детей (статья) Российский гастроэнтерологический журнал.№ 1,2001.-С.69-73. 5/3 Вохмянина Н. В., Красногорский И. Н.
- Клинические аспекты целиакии у детей (статья) Педиатрия.№ 5.2000. — С. 107—110 4
- Clinical aspects of Coeliac disease in children in Russia (тезисы, англ.) J.Pediatr.Gastroenterol. Nutrition.Vol.31.Suppl.3200.-P6 1/0,7 Лайл Х. Б.
- Лейшманиоз у ребёнка 1 года 8 месяцев (статья) Педиатрия.№ 2.2001. — С .88-90. 3/2 Бабаченко И. В.
- Критерии ограничения жизнедеятельности детей при целиакии (тезисы) Материалы 1 межрегиональной конференции «МСЭ и реабилитация в педиатрии».2001.-С.73
- Coeliac disease in children: diagnostic and treatment (статья, англ., стендовый доклад) 47 annual meeting of Pediatric Pathol Society, Poland.2001.-P.44 1/0,5 Красногорский И. Н.
- Семиотика детских болезней Монография. СПб, СОТИС, 2002. — 355с. 355/180 Тарасов О. Ф.
- Целиакия — клиника, диагностика и лечение (статья) Медлайн Экспресс, № 2,2003. — С.5-6
- К вопросу стратегии и тактики ведения детей, больных целиакией Гастроэнтерология Санкт-Петербурга, № 2-3,2003. — С.140
- Целиакия — болезнь или образ жизни? (Монография) СПб, 2003. — 155 с. Романовская И. Э.
- Проект стандартов диагностики и лечения целиакии у детей РМЖ. Детская гастоэнтерология и нутрициология. Т.11, 313 (185). — 2003. — С.776-781 Бельмер С. В., Мухина Ю. Г. и соавт.
- Проект стандартов диагностики и лечения целиакии у детей Журнал детской больницы. — Москва, № 3,2003. — С.56-63 Бельмер С. В., Мухина Ю. Г. и соавт.
- К вопросу пищевой аллергии и целиакии у детей (статья) Российский журнал гастроэнтерологии, гепатологии и колопроктологии. Материалы детской гастроэнтерологической недели. Москва,2003.-С.119 Корниенко Е. А., Нажиганов О. Н.
- Псевдотуберкулез с точки зрения общей педиатрической патологии (статья) Медлайн экспресс,2003, № 10. — С.4-5
- Случай тяжёлого течения целиакии у детей (статья)
- Вопросы детской диетологии. Материалы 11 Конгресса детских гастроэнтерологов России, М., 2004, т.2, № 1. — с.85-86. Серебренникова М. Ю.
- Эволюция проблем целиакии: 10 летний итог (тезисы) Материалы конференции Педиатрия: из 19 в 21 век, Спб. — 2005. — С.167 Лайл Х. Б.
- Неврогенная анорексия — только ли проблема неврологов? (тезисы) Материалы 4 Межрегиональной научно-практической конференции «Питание здорового и больного человека». — СПб,2006. — С.168-169 Завьялова А. Н., Серебренникова М. Ю., Собкович Д. О.
- «Великий Мим» или заболевание, обиженное в России Сигнатура. — 2007,№ 3.-С.82-87
- Исследование кислотно-протеолитической активности при целиакии Педиатрическая фармакология. — 2008,Т.5. — № 2. — С.70-73
- CD: when GFD is not effective WSPGHAN,2008 Gabrusskaya T.
- Problems of CD in Russia WSPGHAN,2008 Krasnogorsky I.
- Целиакия у детей Монография. Медпрактика М.,2010. — 392 с. Бельмер С. В.
- Целиакия болезнь или образ жизни Монография, издание 2, исправленное и дополненное. Санкт-Петербург,2010. — 140 с. И. Э. Романовская
- Синдром Швахмана-Даймонда Материалы XVII Конгресса детских гастроэнтерологов России и стран СНГ. Актуальные проблемы абдоминальной патологии у детей. — М.,2011. — С.340-352. Н. Л. Волкова Н. Б. Уланова
- Неинфекционные диареи у детей Глава в монографии: Острые кишечные инфекции в практике педиатра и семейного врача. — Издательство Н-Л.,СПб,2011. — 272—303. Х. Б. Лайл О. В. Булина
- Цитомегаловирусная инфекция у детей с воспалительными заболеваниями кишечника. Вопросы практической педиатрии, 2012. № 6. — С.66-70. Маркова Д. О., Насыров Р. А.
- Воспалительные заболевания кишечника у детей Вопросы детской диетологии. — 2013. — Т.11,№ 2. — С.72-74 Волкова Н. Л., Габрусская Т. В., Маркова Д. О.
- Целиакия у детей. Клинический случай заболевания у пациента в возрасте 17 лет Влпросы современной педиатрии/2013/т.12/№ 4.С176-180.
- Синдром Алажилля в клинической практике Журнал инфектологии/2013/том5/№ 4. С.72-75 Л. Г. Горячева Н. В. Рогозина Т. В. Габрусская И. В. Шилова В. Е. Карев
- Клиническая картина, диагностика и лечение язвенного колита у детей: российский педиатрический консенсус Вопросы современной педиатрии/2013:12(3):18-30 А. С. Потапов, другие
- Исследование адекватности гидроосмотической реакции почек при патологии кишечника у детей Научные труды VI съезда физиологов СНГ, Москва-Сочи, 2014.С.129-130. Е. В. Балботкина, А. С. Марина, Н. Л. Волкова
- Целиакия у детей Медпрактика. М.,2015. — 414 с. Бельмер С. В.
- Целиакия как аутоиммунное заболевание (статья) Журнал «Вопросы детской диетологии» 13(3), г. Москва, 2015г С 33-40 Шаповалова Н. С.
- Пропедевтика детских болезней (взгдяд преподавателя выпускающей кафедры) Знание пропедевтики — основа клинического мышления педиатра/Под редакцией В. В. Юрьева, В. П. Новиковой, А. С. Симаходского Сборник трудов, посвященный 80-летию проф. А. Я. Пучковой. СПб.2015. С.76-77
- Аутоиммунные аспекты целиакии Международный научный институт Educatio/2015: № 4(11):С.96-100 Шаповалова Н. С.
- Genetic Differences of HLA-DQ Haplotypes in Children with Celiac Disease in St. Petersburg. Pilot Study. (Тезисы и презентация) Сборник научных трудов конгресса European Academy of Paediatrics. Paediatric Section of U.E.M.S. Congress and MasterCourse. г. Осло, 2015г С 304—305. Новикова В. П. Шаповалова Н. С.,Калинина Е. Ю., Лапин С. В., Холопова И. В.
- Prevalence of celiac disease among children with gastroenterological disorders in St. Petersburg. (тезисы) Сборник научных трудов 4th Global Congress for Consensus in Pediatrics and Child Health. Г.Будапешт,20015 г С33-34. Шаповалова Н. С.,Новикова В. П., Калинина Е. Ю., Лапин С. В., Холопова И. В.
- 1305 Infliximab induction course can activate bone metabolism in severe pediatric Crohn’s disease World Congress on osteoporosis, osteoarthritis and muscosceletal diseases,2016. Костик М. М., Габрусская Т. В.

## Семья
Муж — Ревнов Валентин Борисович, (25.11.1951 — 08.05.2019), детский врач-эндоскопист, один из родоначальников детской эндоскопии в Санкт-Петербурге.
Сыновья — Соловьев Владимир Александрович, 1982 г.р., врач, и Ревнов Иван Валентинович, 1990 г.р., музыкант, композитор.
Отец Тарасов Олег Феодосьевич (1924—1999) — участник войны. После демобилизации учился, в затем работал в Ленинградском педиатрическом медицинском институте, пройдя путь от аспиранта до проректора ЛПМИ по научной работе.
Мать Тарасова Нина Николаевна (урождённая Ткаченко), родилась 26.11.1921 года в Ленинграде, училась в Первом Ленинградском Медицинском институте, затем продолжила обучение в эвакуации в Перми. Работала по распределению на Урале. Начала работать детским врачом, вернувшись в послевоенный Ленинград устроилась в Областную больницу, где работала до пенсии с 1946 по 1991 год с перерывом с 1964 по 1968 год (командировка в Индию). С 1951 года была заведующей детским отделением и, вернувшись из Индии, продолжила заведование.
Дед по линии отца — офицер флота Тарасов Феодосий Григорьевич (1896—1989), оказался одним из последних выпускников Императорского морского училища. В 1940—1941 годах в чине капитана 2-го ранга в Севастополе возглавлял кафедру тактики флота Черноморского Высшего военно-морского училища. Перед самой войной был репрессирован и вышел на свободу только в 1951 году.
Бабушка — балерина, позже картограф Тарасова Клавдия Павловна (урождённая Пе́трович) (1896—1994).